# U-771
| U-771                      | U-771                                                          | U-771                                                          |
| -------------------------- | -------------------------------------------------------------- | -------------------------------------------------------------- |
|                            |                                                                |                                                                |
|                            |                                                                |                                                                |
|                            |                                                                |                                                                |
| Під прапором               | Третій рейх                                                    | Третій рейх                                                    |
| Спуск на воду              | 26 вересня 1943 року                                           | 26 вересня 1943 року                                           |
| Виведений зі складу флоту  | 11 листопада 1944 року                                         | 11 листопада 1944 року                                         |
| Сучасний статус            | затоплений                                                     | затоплений                                                     |
| Проєкт                     |                                                                |                                                                |
| Тип ПЧ                     | Торпедний ДПЧ                                                  | Торпедний ДПЧ                                                  |
| Основні характеристики     |                                                                |                                                                |
| Швидкість (надводна)       | 17,7 вузлів                                                    | 17,7 вузлів                                                    |
| Швидкість (підводна)       | 7,6 вузлів                                                     | 7,6 вузлів                                                     |
| Робоча глибина занурення   | 100 м                                                          | 100 м                                                          |
| Гранична глибина занурення | 220 м                                                          | 220 м                                                          |
| Екіпаж                     | 44 осіб                                                        | 44 осіб                                                        |
| Розміри                    |                                                                |                                                                |
| Довжина найбільша (по КВЛ) | 67,1 м                                                         | 67,1 м                                                         |
| Ширина корпусу найб.       | 6,2 м                                                          | 6,2 м                                                          |
| Висота                     | 9,6 м                                                          | 9,6 м                                                          |
| Середня осадка (по КВЛ)    | 4,70 м                                                         | 4,70 м                                                         |
| Водотоннажність надводна   | 769 т                                                          | 769 т                                                          |
| Озброєння                  |                                                                |                                                                |
| Артилерія                  | одна палубна гармата калібру 88-мм, одна 20-мм зенітна гармата | одна палубна гармата калібру 88-мм, одна 20-мм зенітна гармата |
| Торпедно- мінне озброєння  | 4 носових і один кормовий ТА. 14 торпед                        | 4 носових і один кормовий ТА. 14 торпед                        |

U-771 — німецький підводний човен типу VIIC, часів  Другої світової війни.
Замовлення на будівництво човна було віддане 21 листопада 1940 року. Човен був закладений на верфі суднобудівної компанії «Kriegsmarinewerft», у Вільгельмсгафені 21 серпня 1942 року під заводським номером 154, спущений на воду 26 вересня 1943 року, 18 листопада 1943 року увійшов до складу 31-ї флотилії. Також за час служби перебував у складі 9-ї, 11-ї та 13-ї флотилій. Єдиним командиром човна був оберлейтенант-цур-зее резерву Гельмут Блок.
Човен зробив 2 бойових походи, в яких не потопив та не пошкодив жодного судна.
Потоплений 11 листопада 1944 року в Норвезькому морі біля Гарстада (69°17′ пн. ш. 16°28′ сх. д. / 69.283° пн. ш. 16.467° сх. д.) торпедою британського підводного човна «Вентурер». Всі 51 члени екіпажу загинули.